# Litteraturåret 1970

## Händelser
- Litteraturfrämjandet instiftar ett hederspris: Guldskeppet

## Priser och utmärkelser
- Nobelpriset – Aleksandr Solzjenitsyn, Sovjet[1]
- ABF:s litteratur- & konststipendium – Sune Jonsson
- Aftonbladets litteraturpris – Staffan Seeberg
- Astrid Lindgren-priset – Lennart Hellsing
- Bellmanpriset – Ebba Lindqvist
- BMF-plaketten – Sven Delblanc för  Åminne
- Carl Emil Englund-priset – Axel Liffner för Vardagsbilder
- Dan Andersson-priset – Edvard Robert Gummerus
- De Nios Stora Pris – Stig Claesson och Majken Johansson
- De Nios översättarpris – Hans Björkegren och Irma Nordvang
- Doblougska priset – Birgitta Trotzig, Sverige och Kåre Holt, Norge
- Elsa Thulins översättarpris – Britt G. Hallqvist
- Landsbygdens författarstipendium – Margit Friberg och Lorentz Bolin
- Letterstedtska priset för översättningar – Erik Sundström för översättningen av Yasunari Kawabatas Huset med de sovande skönheterna
- Litteraturfrämjandets stora pris – Birgitta Trotzig
- Litteraturfrämjandets stora romanpris – Sven Delblanc
- Litteraturfrämjandets hederspris Guldskeppet – Astrid Lindgren
- Nordiska rådets litteraturpris – Klaus Rifbjerg, Danmark för romanen Anna, jeg, Anna
- Schückska priset – Staffan Björck
- Signe Ekblad-Eldhs pris – Lars Ahlin
- Stig Carlson-priset – Lars Fredin
- Svenska Akademiens tolkningspris – Otto Oberholzer
- Svenska Akademiens översättarpris – Karin de Laval
- Svenska Dagbladets litteraturpris – Sven Delblanc för Åminne
- Sveriges Radios Lyrikpris – Åke Hodell
- Tidningen Vi:s litteraturpris – Birger Norman och Bengt Martin
- Östersunds-Postens litteraturpris – Sven Rosendahl
- Övralidspriset – Torgny Säve-Söderbergh

## Nya böcker

### A – G
- Albansk utmaning av Jan Myrdal och Gun Kessle
- Ande, vind och liv av Jan Arvid Hellström
- Biskötarna av Lars Norén[2]
- Bomsalva av Lars Molin
- Brev 1917–1949 av Vilhelm Ekelund
- Cafe Utposten av Per Anders Fogelström
- Det bortförlovade landet av Olle Häger
- Det måste gå av Göran Sonnevi
- The Dialectic of Sex av Shulamith Firestone
- Dikter från Vimmerby av Torgny Lindgren
- Drömpojken av P.C. Jersild
- Förrädarna av Bosse Gustafson

### H – N
- Himlens vilja av Artur Lundkvist
- Hjärtats vaggvisor, efterlämnade dikter av Vilhelm Ekelund
- Högt spel i tändstickor av Olle Häger
- Kina. Revolutionen går vidare av Jan Myrdal och Gun Kessle
- Kråka av Ted Hughes
- Lovsånger av Sandro Key-Åberg
- Ludvig åker av Bodil Malmsten och Peter Csihas
- Menedarna av Kerstin Ekman
- Mörkerseende av Tomas Tranströmer

### O – U
- Offside av Bosse Gustafson
- Palatset i parken av Lars Gyllensten
- Pippi håller kalas av Astrid Lindgren[3]
- Pippi är starkast i världen av Astrid Lindgren[3]
- Psykonauterna av Ernst Jünger
- Rapport från en skurhink av Maja Ekelöf[2]
- Rebellernas rike av Olle Häger
- Sent i november av Tove Jansson
- Skäl av Werner Aspenström
- Solen går upp i väst av Olle Häger
- Sprätten satt på toaletten av Annika Elmqvist[2]
- Stalin av Olle Häger
- Tegelmästare Lundin och stora världen av Per Gunnar Evander
- Uppslagsbok för rådvilla av Sandro Key-Åberg

### V – Ö
- Vi ses i Song My av P.C. Jersild
- Wo mir der Kopf steht av Nicolas Born
- Vällustingarna av Ivar Lo-Johansson
- Åminne av Sven Delblanc
- Återblick och framtidssyn av Folke Fridell
- Än lever Emil i Lönneberga av Astrid Lindgren[4]
- Örnen har landat av Gunnar Harding

## Födda
- 20 januari – Astrid Trotzig, svensk författare.
- 28 februari – Daniel Handler, amerikansk författare.
- 17 april – Erik Bergqvist, svensk poet och litteraturkritiker.
- 17 juni – Kamel Daoud, algerisk författare och journalist.
- 17 juli – Alexandra Pascalidou, svensk journalist, programledare i TV och författare.
- 15 augusti – Ann Hallström, svensk poet.
- 17 augusti – Andrus Kivirähk, estnisk författare och journalist.
- 6 november – Ethan Hawke, amerikansk skådespelare, regissör och författare.
- 16 november – Pär Hansson, svensk poet.
- okänt datum – Bob Hansson, svensk författare.

## Avlidna
- 10 januari – Charles Olson, 59, amerikansk poet.
- 2 februari – Bertrand Russell, 97, brittisk filosof, matematiker och historiker, nobelpristagare l litteratur 1950.
- 17 februari – Samuel Agnon, 81, israelisk författare, nobelpristagare 1966.
- 11 mars – Erle Stanley Gardner, 80, amerikansk författare.
- 16 mars – K.G. Ossiannilsson, 94, svensk författare.
- 11 april – Emil Hagström, 62, svensk författare.
- 20 april – Paul Celan, 49, tyskspråkig rumänsk-fransk poet.
- 12 maj – Nelly Sachs, 78, tysk-svensk författare och nobelpristagare 1966.
- 1 juni – Giuseppe Ungaretti, 82, italiensk poet.
- 26 juni – Leopoldo Marechal, 70, argentinsk författare
- 9 juli – Elov Persson, 75, svensk författare och serietecknare, skapare av Kronblom.
- 1 september – François Mauriac, 84, fransk författare, nobelpristagare 1952.
- 25 september – Erich Maria Remarque, 72, tysk författare.
- 19 oktober – Unica Zürn, 54, tysk surrealistisk författare, poet och konstnär.
- 3 november – Fleming Lynge, 74, dansk författare och manusförfattare.
- 5 november – Kaj Bonnier, 69, svensk bokförläggare.[5]
- 21 november – Olof Moberg, 22, svensk författare.
- 26 november – Sigfrid Siwertz, 88, svensk författare, ledamot av Svenska Akademien 1932–70.[5]
- 20 december – Nils Afzelius, 76, svensk litteraturforskare och biblioteksman.

### Fotnoter
1. ↑  ”Nobelpriset i litteratur”. https://www.nobelprize.org/prizes/lists/all-nobel-prizes-in-literature/. Läst 20 mars 2011.
2. 1 2 3  Gradvall, Nordström, Nordström, Rabe, Jan, Björn, Ulf, Anina. Tusen svenska klassiker. Norstedts Förlagsgrup. Läst 12
3. 1 2  ”Astrid Lindgren”. http://www.astridlindgren.se/verken/bocker/bilderbocker. Läst 21 mars 2011.
4. ↑  ”Astrid Lindgren”. http://www.astridlindgren.se/verken/bocker/textbocker?page=1. Läst 21 mars 2011.
5. 1 2   Ett folk på marsch 1960-1977. Bonnier